# Kalibening (Talang Padang)
Kalibening is een bestuurslaag in het regentschap Tanggamus van de provincie Lampung, Indonesië. Kalibening telt 4159 inwoners (volkstelling 2010).